# Sarang-i mwogillae
Sarang-i mwogillae (사랑이 뭐길래?, lett. Cos'è l'amore; titolo internazionale What is Love) è una serie televisiva sudcoreana trasmessa su MBC dal 23 novembre 1991 al 31 maggio 1992.

## Trama
Due famiglie, una conservatrice e patriarcale, l'altra moderna e progressista, si scontrano sui propri valori quando i rispettivi figli decidono di sposarsi.

## Personaggi
- Lee Dae-bal, interpretato da Choi Min-soo
- Park Ji-eun, interpretata da Ha Hee-ra
- Signor Lee, interpretato da Lee Sun-jae
Padre di Dae-bal.
- Signora Yeo, interpretata da Kim Hye-ja
Madre di Dae-bal.
- Park Chang-gyu, interpretato da Kim Se-yoon
Padre di Ji-eun.
- Han Shim-ae, interpretata da Yoon Yeo-jung
Madre di Ji-eun.
- Nonna Jin-sook, interpretata da Yeo Woon-kye
- Sun-sook, interpretata da Kang Bu-ja
Sorella minore di Jin-sook.
- Mi-sook, interpretata da Sa Mi-ja
Sorella minore di Jin-sook e Sun-sook.
- Park Jung-sup, interpretato da Kim Chan-woo
Fratello di Ji-eun.
- Park Jung-eun, interpretata da Shin Ae-ra
Sorella di Ji-eun.
- Lee Seong-sil, interpretato da Lim Kyung-wook
- Hee-kyeong, interpretata da Yang Hee-kyung

## Riconoscimenti
| Anno | Premio           | Categoria                 | Ricevente  | Risultato       |
| ---- | ---------------- | ------------------------- | ---------- | --------------- |
| 1991 | MBC Drama Awards | Premio per la recitazione | Kim Hye-ja | Vincitore/trice |